# روت بفاو
الدكتورة روث كاثرينا مارثا بفاو  (9 سبتمبر 1929 - 10 أغسطس 2017) كانت طبيبة باكستانية ألمانية  وراهبة في جمعية بنات مريم. كرست ما يقرب من 50 عاما من حياتها لمحاربة الجذام في باكستان وأصبحت تعرف بلقب «الأم تريزا الباكستانية».

## وفاتها
في صباح يوم 10 أغسطس 2017، حوالي الساعة 04:00 صباحا بتوقيت باكستان، توفيت بفاو في مستشفى أغا خان في كراتشي بعد دخولها هناك لمده 6 أيام وتحديدا في يوم 4 أغسطس 2017. أعلن رئيس الوزراء الباكستاني شهيد خاقان عباسي في بيان أنه ستقام لها جنازة رسمية في كاتدرائية القديس باتريك، في مدينة كراتشي في يوم 19 أغسطس 2017.